# Roseland Ballroom
Roseland Ballroom (även känt som Roseland Dance City) är ett klassiskt dans- och nöjesetablissemang i New York. Ursprungligen låg Roseland Ballroom i Philadelphia, Pennsylvania, men flyttade 1919 till Broadway, vid 51:a gatan i New York. 1956 revs det klassiska Roseland Ballroom, och etablissemanget flyttade in i de nuvarande lokalerna på 52:a gatan.

## Historia

### Roseland Ballroom på 51:a gatan
Roseland Ballroom på 51:a gatan öppnade 1919. Trots att etablissemanget endast var öppet för vita gäster var det samtidigt ett av de första stora danspalatsen där man engagerade svarta orkestrar. Till de mest kända sådana hörde Fletcher Hendersons orkester som spelade här regelbundet under hela perioden 1924-1934 (i början med en ung Louis Armstrong). Senare verkade även McKinney's Cotton Pickers och Count Basies orkester här. Bland vita bandledare som hade engagemang på Roseland kan nämnas Sam Lanin, Charles Dornberger och Jean Goldkette. Den sistnämndes orkester, med bland andra Bix Beiderbecke, vann en berömd seger över Hendersons mannar vid ett "battle of the bands" på Roseland i oktober 1926.
Roseland Ballroom hann uppleva swingens storhetstid, och var ett av de stora nöjesställen där dansen lindy hop frodades. Lokalen stängde som dansetablissemang i december 1956, sedan jazzens storhetsdagar var slut. Byggnaden revs men namnet vidarefördes till en annan närbelägen konsertlokal (se nedan).
I Orkesterjournalens decembernummer 1945 beskrev tidningens utsände Alf Lavér Roseland Ballroom som "ett mycket respektabelt och fint ställe, där man kan få dansa till ett entrépris av ca. 4:- kr. Detta ställe öppnar omkring kl. 6.00 em. och håller på till kl. 2.00 på natten. [- - -]. På Roseland är det vanligtvis någon stor orkester, som är på väg uppåt, och där har alla - även för svenskar - kända orkestrar spelat. [- - -] Publiken är mycket trevlig, och jag tror, att det nog är den bästa och billigaste platsen i NY att dansa på."

### Roseland Ballroom på 52:a gatan
Sedan det ursprungliga Roseland Ballroom rivits 1956 flyttades namnet över till en isbana som byggts om till rullskridskobana på West 52nd Street.
På detta nya Roseland Ballroom har en lång rad evenemang och konserter hållits, såsom en av Hillary Clintons födelsedagsfester och konserter med Paul McCartney, Rolling Stones, Madonna och Nirvana.